# Gwardiejsk (stacja kolejowa)
Gwardiejsk (ros. Гвардейск) – stacja kolejowa w miejscowości Gwardiejsk, w rejonie gwardiejskim, w obwodzie królewieckim, w Rosji. Położona jest na linii Czernyszewskoje – Królewiec.

## Historia
Stacja powstała na Pruskiej Kolei Wschodniej (odcinek Królewiec – Ejtkuny), w okresie przynależności tych terenów do Niemiec. Była wówczas także stacją kolei wąskotorowej, współcześnie nieistniejącej.